# St. Georg (Senftenberg)

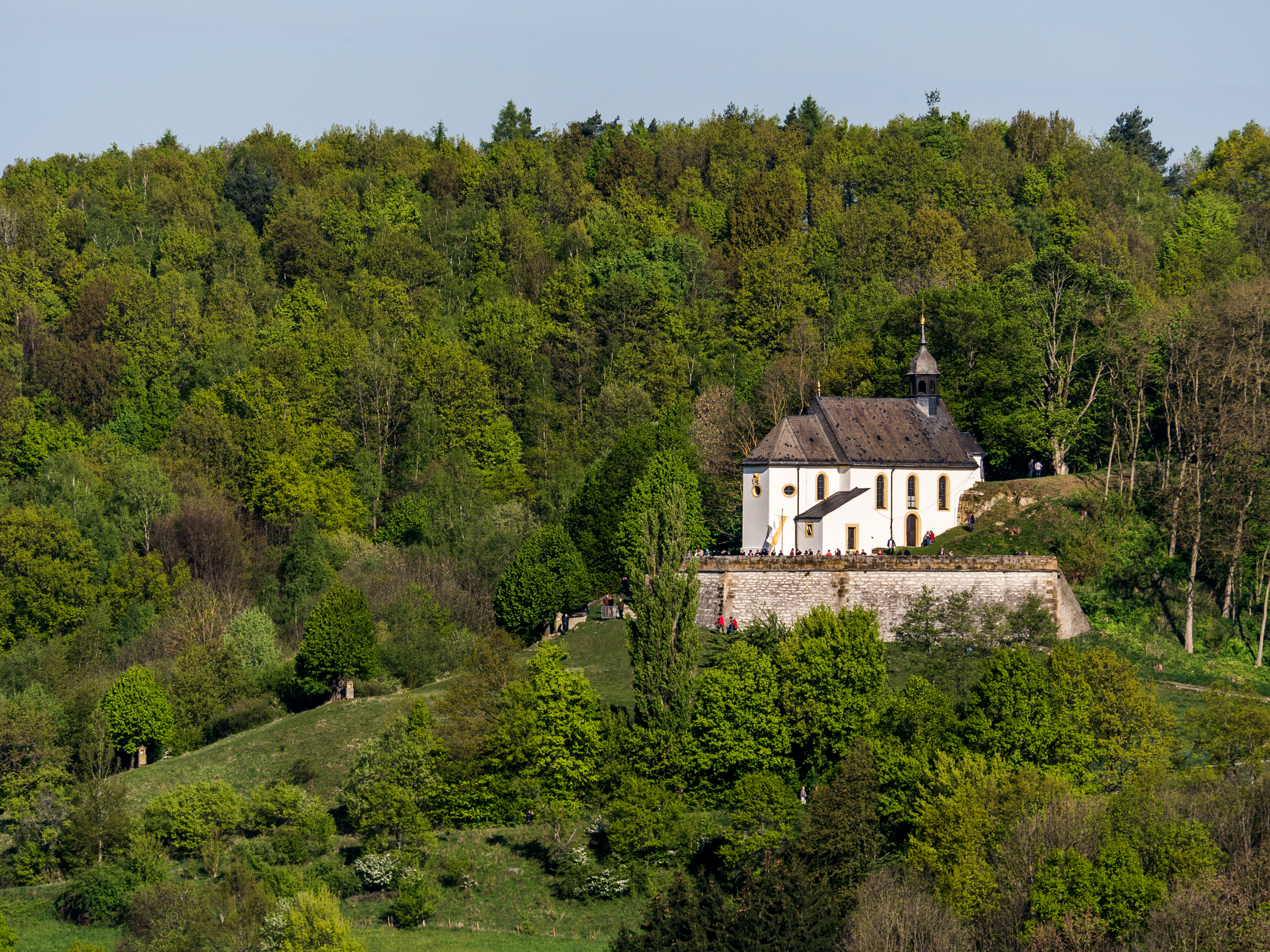
St. Georg (Senftenberg)

Die römisch-katholische, denkmalgeschützte Kapelle St. Georg steht in Senftenberg, einem Gemeindeteil des Marktes Buttenheim im oberfränkischen Landkreis Bamberg (Bayern). Als ehemaliger Wallfahrtsort entstand die Kapelle Ende des 17. Jahrhunderts. Sie gehört zum Erzbistum Bamberg.

## Beschreibung
Die Saalkirche wurde 1668/69 anstelle des 1525 zerstörten Burgstalls Niedersenftenberg nach den Plänen des Baumeisters Valentin Juliot erbaut. Sie besteht aus einem Langhaus, einem eingezogenen Chor mit dreiseitigem Schluss im Süden, an dem nach Osten die Sakristei angebaut ist, und einem offenen Anbau im Norden. Aus dem Satteldach des Langhauses erhebt sich im Norden ein achteckiger offener Dachreiter, der mit einer Zwiebelhaube bedeckt ist. Zur Kirchenausstattung gehören der 1767 gebaute Hochaltar und die um 1670 aufgestellte Kanzel, außerdem ein Altar von 1710 im Anbau.